# Kęty
Kęty [ˈkɛntɨ] är en stad  i Lillpolens vojvodskap i södra Polen. Staden hade 18 984 invånare (2016).

## Vänorter
- Turzovka, Slovakien

## Personer från Kęty
- Johannes av Kęty, helgon